# جون دبليو. بالدوين
جون دبليو. بالدوين (بالإنجليزية: John W. Baldwin)‏ هو مؤرخ أمريكي، ولد في 13 يوليو 1929 في شيكاغو في الولايات المتحدة، وتوفي في 8 فبراير 2015 في توسون في الولايات المتحدة.